# Bartholomew County
Bartholomew County ist ein County im US-Bundesstaat Indiana. Der County Seat (Verwaltungssitz) ist Columbus.

## Geographie
Bartholomew County hat eine Größe von 1060 Quadratkilometern. Es grenzt im Uhrzeigersinn an folgende Countys: Shelby County, Decatur County, Jennings County, Jackson County, Brown County und Johnson County.
Das County wird vom Office of Management and Budget zu statistischen Zwecken als Columbus, IN Metropolitan Statistical Area geführt.

## Geschichte
Das Bartholomew County wurde am 12. Februar 1821 gebildet. Benannt wurde es nach Joseph Bartholomew, einem General der Indiana-Miliz, der bei der Besiedlung des Landes eine wichtige Rolle spielte und 1811 in der Schlacht bei Tippecanoe beteiligt war.
Im Bartholomew County liegen sechs National Historic Landmarks. Insgesamt sind 21 Bauwerke und Stätten des Countys im National Register of Historic Places eingetragen (Stand 31. August 2017).